# Do You Know (альбом Джессики Симпсон)
| Совокупная оценка    | Совокупная оценка                                         |
| Источник             | Оценка                                                    |
| -------------------- | --------------------------------------------------------- |
| Metacritic           | (58/100)                                                  |
| Оценки критиков      |                                                           |
| Источник             | Оценка                                                    |
| AllMusic             | [ 2 ]                                                     |
| Boston Herald        | D                                                         |
| Dallas Morning News  | C+                                                        |
| Entertainment Weekly | C+                                                        |
| Los Angeles Times    | [ 5 ]                                                     |
| New York Post        | 3 из 4 звёзд · 3 из 4 звёзд · 3 из 4 звёзд · 3 из 4 звёзд |
| Rolling Stone        | [ 6 ]                                                     |
| Worcester Telegram   | [ 7 ]                                                     |
| Slant Magazine       | [ 8 ]                                                     |
| Sputnikmusic         | [ 9 ]                                                     |

Do You Know — шестой студийный альбом американской певицы Джессики Симпсон, выпущенный 9 сентября 2008 года на лейбле Epic Records в сотрудничестве с Columbia Nashville. Альбом стал первым в карьере певицы в стиле кантри. Альбом дебютировал на 1-м месте в Billboard Country Charts и на 4-м — в Billboard 200, с продажами 65 000 копий.

## Идея создания
После выхода поп-альбома A Public Affair в 2006 году, Симпсон заявила, что хочет вернуться к своим корням и делать музыку в стиле кантри, поскольку она «выросла среди кантри-музыки». В её карьере уже были песни в этом стиле такие, как «These Boots Are Made for Walkin’», в клипе на которую она снялась с легендой кантри-музыки Вилли Нельсоном, а также появилась в его клипе на песню «You Don’t Think I’m Funny Anymore». Симпсон отправилась в Нашвилл, чтобы начать запись своего альбома.

## Появления в чартах
Несмотря на продажу всего 65 000 копий за первую неделю, Do You Know дебютировал на 4-м месте в Billboard 200, но быстро упал, опустившись в списке через девять недель. В то же время, он быстро выбыл из двадцатки в Country Albums Chart, где он держал первое место только в течение одной недели. В целом, продажи альбома оказались хуже, по сравнению с продажами предыдущего альбома Симпсон, A Public Affair, который потерпел коммерческий провал. По состоянию на начало 2012 года, было продано 350 000 копий в США, а по всему миру было продано более 800 000 копий.

## Синглы
Дебютный кантри-сингл «Come On Over» вышел на радио 27 мая 2008 года и был встречен положительными отзывами. Он дебютировал на достаточно высоком для песни сольного исполнителя 41-м месте в Hot Country Songs, позже достигнув 18-й позиции. Сингл был выпущен в цифровом формате 24 июня 2008 года, а также на диске в августе. Второй сингл, «Remember That», был выпущен в конце сентября и достиг 42-го места в Hot Country Songs. Песня «Pray Out Loud», ставшая третьим синглом, не попала ни в один чарт.

## Список композиций
| №                   | Название                                 | Автор(ы)                                        | Длительность |
| ------------------- | ---------------------------------------- | ----------------------------------------------- | ------------ |
| 1.                  | «Come On Over»                           | Jessica Simpson, Rachel Proctor, Victoria Banks | 2:54         |
| 2.                  | «Remember That»                          | Proctor, Banks                                  | 3:44         |
| 3.                  | «Pray Out Loud»                          | Simpson, Brett James, John Shanks               | 3:45         |
| 4.                  | «You’re My Sunday»                       | Simpson, Luke Laird, Hillary Lindsey            | 4:40         |
| 5.                  | «Sipping on History»                     | Simpson, Laird, H. Lindsey                      | 4:14         |
| 6.                  | «Still Beautiful»                        | James, Shanks, Simpson                          | 3:44         |
| 7.                  | «Still Don’t Stop Me»                    | James, H. Lindsey, Simpson                      | 3:27         |
| 8.                  | «When I Loved You Like That»             | Simpson, Aimee Mayo, H. Lindsey, Chris Lindsey  | 4:06         |
| 9.                  | «Might as Well Be Making Love»           | Gordie Sampson, Verges, H. Lindsey              | 3:51         |
| 10.                 | «Man Enough»                             | Simpson, James, Verges                          | 4:19         |
| 11.                 | «Do You Know» (при участии Долли Партон) | Dolly Parton                                    | 5:04         |
| 12.                 | «Never Not Beautiful» (Бонус-трек)       | Simpson, Laird                                  | 3:46         |
| Общая длительность: | Общая длительность:                      | Общая длительность:                             | 43:38        |

## Позиции в чартах
| Чарт (2008)                       | Макс. позиция |
| --------------------------------- | ------------- |
| U.S. Billboard Top Country Albums | 1             |
| U.S. Billboard 200                | 4             |
| U.S. Top Internet Albums          | 4             |
| Canada Top 100 Albums             | 13            |
| Australian ARIA Albums Chart      | 95            |
| Australian ARIA Country Chart     | 6             |

### Чарты (на конец года)
| Чарт                               | Позиция |
| ---------------------------------- | ------- |
| Billboard Country Album (Year End) | 53      |

## История релиза
| Страна         | Дата             |
| -------------- | ---------------- |
| США            | 9 сентября 2008  |
| Канада         | 9 сентября 2008  |
| Австралия      | 13 сентября 2008 |
| Германия       | 19 сентября 2008 |
| Великобритания | 13 октября 2008  |
| Япония         | 10 декабря 2008  |